# История Южной Австралии
История Южной Австралии — это история австралийского штата Южная Австралия, которая охватывает период со времен заселения австралийскими аборигенами различных племен этой территории не менее тридцати тысяч лет до прибытия сюда британских колонистов в XIX веке и до наших дней. Закон о Южной Австралии 1834 г. создал провинцию Южная Австралия, построенную в соответствии с принципами систематической колонизации, без поселенцев-каторжников; после того, как колония чуть не обанкротилась, закон о Южной Австралии 1842 г. предоставил британскому правительству полный контроль над Южной Австралией как собственностью британской Короны. Последующие поправки в закон к форме правления Южной Австралии сделали в 1857 году из штата колонию с самоуправлением, а ратификация Закона о Конституции 1856 года предоставила возможность сформировать парламент Южной Австралии.
XIX век был временем активного исследовангия Южной Австралии, когда европейские исследователи отправлялись вглубь континента, обнаруживая новые пастбищные угодья. Однако в основном им встречались большие участки пустынной местности. Сюда начали перевозить овец и другой домашний скот, по возможности выращивались пшеница и другие культуры. Немецкие лютеранские беженцы создали миссионерские станции и развили винодельческую промышленность в долине Баросса. Из полезных ископаемых была обнаружена медь.
Колония стала колыбелью демократической и земельной реформы в Австралии. Это было первое место в мире, где в 1858 году была введена система регистрации земли, известная как титул Торренса. Женщины получили право голоса в 1890-х годах. Южная Австралия стала штатом Австралийского Содружества в 1901 году после голосования за объединение с другими британскими колониями Австралии. Хотя население Южной Австралии меньше, чем в восточных штатах, таких как Новый Южный Уэльс или Виктория, она часто была в авангарде политических и социальных изменений в Австралии.
После Второй мировой войны беженцы и другие мигранты увеличили как численность, так и мультикультурный характер населения.